# William Fox (filmproducent)
William Fox (Tolcsva (destijds in Oostenrijk-Hongarije), 1 januari 1879 - New York, 8 mei 1952), bij geboorte Wilhelm Fried, is de oprichter van Fox Film Corporation, dat later fuseerde tot 20th Century Fox. Fox werd geboren in Tolcsva, Hongarije, in een Duitstalige Joodse familie.
Hij stichtte de Fox Film Corporation in 1915 en wordt gezien als een van de creatievelingen in de filmindustrie van die tijd.